# Schizophrenia (Paul Brett's Sage)
Schizophrenia is het derde en laatste studioalbum van de Britse muziekgroep Paul Brett Sage. Opnieuw vond er een personeelswisseling plaats. Dufay vertrok en werd eigenlijk niet vervangen, toch bevat dit album meer folkrock aan de rockkant dan de vorige muziekalbums. Waarschijnlijk heeft dat te maken met het feit dat Dave Lambert werd ingeschakeld om de toetsinstrumentenpartijen in te vullen. Normaal speelde hij gitaar in de stijl van Pete Townsend. Brett en Voice kenden Lambert van Fire. Lambert kwam later bij de Strawbs terecht, waar Brett een blauwe maandag mee had gespeeld. Op Slow down ma! is de slagwerker Rod Coombes, ook later Strawbs.
Om het album te promoten ging de band op tournee met Status Quo, Cowell was toen al weg en werd vervangen door Mike Piggott. Het mocht niet baten; dat was het laatste wapenfeit van de band.
Het album werd opgenomen in de Pye Studios in Londen, waar onder een behoorlijke tijdsdruk de albums werden opgenomen. De elpee werd uitgegeven door het Dawn Label een sub-label van Pye Records en gespecialiseerd in progressieve muziek. De compact disc werd uitgebracht door Esoteric Recordings, een platenlabel gespecialiseerd in progressieve rock uit vervlogen tijden.

## Musici
- Paul Brett – zang, gitaar
- Bob Voice – percussie, zang
- Stuart Cowell – elektrische gitaar
- Bob Young – dwarsfluit en hobo op Autumn; piano op Slow down ma!
- Dave Lambert – piano op Angel man, orgel op Make it over, Take me back and I will love you en Saviour of the world
- Rod Coombes – drumkit op Slow down ma!

## Composities
Alle muziek en teksten zijn geschreven door Paul Brett. 
| Nr. | Titel                            | Duur |
| --- | -------------------------------- | ---- |
| 1.  | Custom angel man                 |      |
| 2.  | Charlene                         |      |
| 3.  | Song of live – Song of death     |      |
| 4.  | Slow down ma!                    |      |
| 5.  | Saviour of the worldLimp Willie  |      |
| 6.  | Limp Willie                      |      |
| 7.  | Tale of a rainy night            |      |
| 8.  | Take me back and I will love you |      |
| 9.  | Autumn                           |      |
| 10. | Make it over                     |      |
| 11. | Bee                              |      |
| 12. | Dahlia (bonustrack)              |      |

De binding met Strawbs blijkt niet alleen uit het personeel. Op Hero and Heroine heet de opener Autumn, alleen qua naam gelijk aan de negende track van dit album.